# Mitrailleuse
 (octobre 2014).
Si vous disposez d'ouvrages ou d'articles de référence ou si vous connaissez des sites web de qualité traitant du thème abordé ici, merci de compléter l'article en donnant les références utiles à sa vérifiabilité et en les liant à la section « Notes et références ».

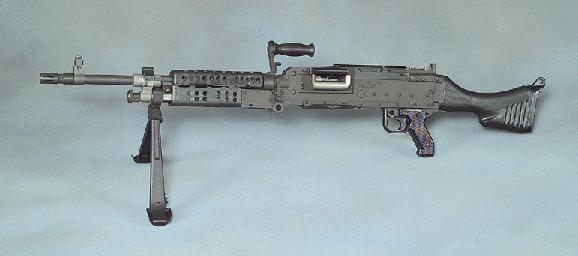
La M240 : une MAG modifiée pour l'Armée de terre des États-Unis.

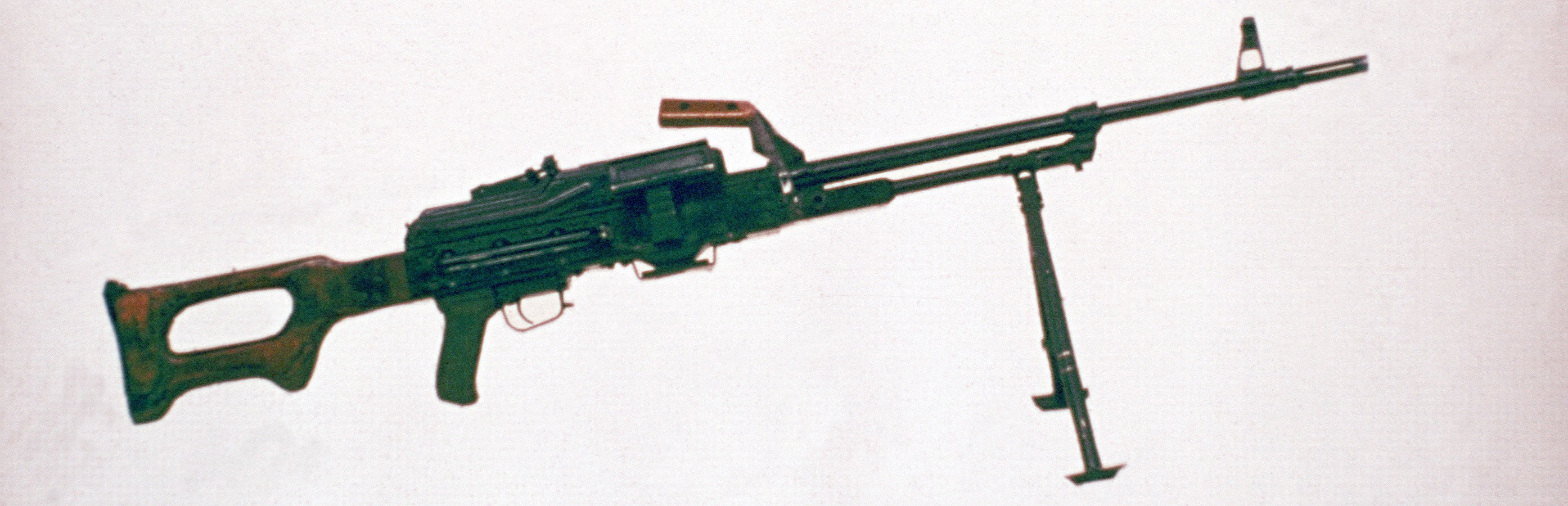
La PKM est la version actuelle de la PK, la mitrailleuse Kalachnikov.

La mitrailleuse est une arme automatique, chambrée pour une munition de calibre inférieur à 20 millimètres, les armes similaires de calibre supérieur étant généralement appelées "canons automatiques" ou "mitrailleurs". Elle permet d'offrir une puissance de feu maximale par une capacité au tir en rafales soutenue, ainsi qu'une portée pratique supérieure à celle d'une arme individuelle. Son apparition est souvent considérée comme l'un des éléments majeurs marquant l'entrée de la guerre dans l'ère industrielle.
Elle est à distinguer du fusil-mitrailleur, plus léger, pouvant s’épauler et dépourvu de support fixe.

## Apparition et évolution

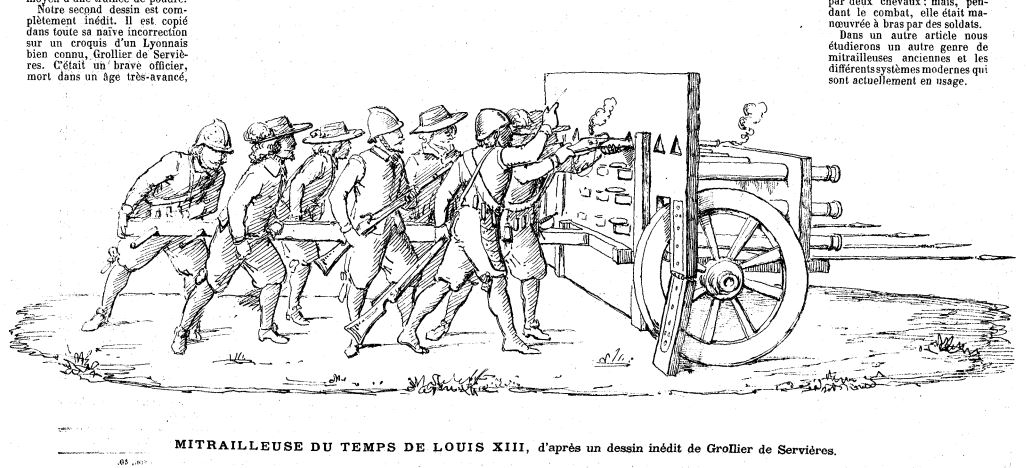
Mitrailleuse du temps de Louis XIII, d'après un dessin de Nicolas Grollier de Servière

Dès le XIVe siècle, de nombreux inventeurs tentèrent de créer une arme de défense tirant à haute cadence des projectiles légers. Léonard de Vinci en dessina une mais aucune réalisation concrète ne semble avoir suivi, vraisemblablement faute de moyens techniques. La défense à courte portée contre l'infanterie est par la suite assurée par certaines pièces d'artillerie qui tirent, dans ces phases d'action, des projectiles multiples dits biscayens ou boîtes à mitraille, dont les effets sur les organismes vivants sont terribles. Mais la mobilité limitée de l'artillerie, surtout à cette époque, en réduit l'intérêt tactique, malgré l'emploi très audacieux des Français lors des guerres de la Révolution et de l'Empire, qui réussirent de véritables charges d'artillerie. Le besoin de grande puissance de feu antipersonnel mobile n'est comblé qu'en partie et la portée comme la précision de la mitraille laissent trop à désirer.

### Premières versions utilisables
En 1708, on rapporta de Constantinople qu'un officier français avait inventé un canon très léger qui pouvait tirer d'un seul canon 30 coups en 2 minutes et demie pour une cadence de tir totale de 12 coups par minute,.
En 1711, un avocat français du nom de Barbuot présente au parlement de Dijon une 'machine de guerre' à manivelle composée de 10 canons de carabine et chargée via un 'tambour' capable de tirer en salves. On disait qu'il était précis à 400 à 500 pas et qu'il frappait avec suffisamment de force pour percer 2 ou 3 hommes à la fois lorsqu'il était proche. Il a également été affirmé qu'il était capable de tirer 5 ou 6 fois avant que l'infanterie n'arrive à portée de mousquet ou la cavalerie à portée de pistolet et sans plus d'espace entre chaque tir que le temps nécessaire pour amorcer un pistolet, l'armer et relâcher le marteau étant presque aussi maniable que la cavalerie. Une version alternative et plus lourde serait capable de lancer des grenades et il a également été proposé d'équiper la machine d'un soufflet pour évacuer la fumée qui s'est accumulée lors du tir,.
En 1718, James Puckle dépose un brevet protégeant un canon de défense. Cette pièce au calibre d'environ trois centimètres, longue de près d'un mètre emploie des barillets préchargés à onze chambres et tire soixante-trois coups en sept minutes, soit trois fois plus vite que le mousquet d'un très bon fantassin. Destinée à offrir aux bâtiments de guerre un moyen de lutte contre les abordages, l'arme n'est cependant jamais réellement déployée ni même employée.
En 1720, un inventeur français appelé Philippe Vayringe a inventé un petit canon qui pouvait tirer 16 coups de suite qu'il a démontré devant le duc de Lorraine.
En 1729, un rapport fut rédigé en France sur une machine capable de tirer 600 balles en quelques minutes.
En 1740, le Français Chevalier de Benac a inventé un canon qui pouvait tirer 11 fois par minute.
En 1764, le Français Ange Goudar écrivit dans son ouvrage L'espion chinois qu'il avait assisté à Paris à la mise à l'épreuve d'un 'grand canon' capable de tirer 60 fois en une minute.
En 1775, un Français du nom de Du Perron a inventé un canon à orgue, le 'orgue militaire', qui utilisait plusieurs pièces de culasse, semblable à la mitrailleuse Reffye plus tardive, et était capable de décharger 24 barils 10 fois par minute pour 240 coups par minute.
En 1790, un ancien officier de l'armée française connu sous le nom de Joseph-François-Louis Grobert inventa une 'machine balistique' ou 'machine pyrobalistique' actionnée par 4 hommes et un mouvement de rotation continu capable de tirer 360 coups de fusil par minute,.
En 1792, un artiste français connu sous le nom de Renard a inventé une pièce d'artillerie qui pouvait être actionnée par un seul homme et tirait 90 coups par minute,.
Toujours en 1792, un mécanicien français appelé Garnier a inventé une batterie de mousquets composée de 15 canons capables de tirer 300 coups en 2 minutes pour une cadence de tir totale de 150 coups par minute ou 10 coups par minute par canon et d'être actionné par un seul homme.
En 1825, un livre italien tentant de cataloguer toutes les caractéristiques topographiques de tous les pays connus de la Terre mentionnait qu'en France il existait des 'fusils mécaniques' utilisés pour défendre les entrepôts, capables de tirer 120 coups sans rechargement.
En 1828, un canon revolver capable de tirer 12 coups par minute et actionné par 2 artilleurs fut inventé par un Français nommé Lesire-Fruyer. En 1854, ce canon sera exposé au Musée de la Marine.
En 1831, un mécanicien du département des Vosges a inventé un canon à levier capable de tirer 100 coups par minute,.
En 1832, un mécanicien français du nom de Hamel a conçu une machine capable de tirer 500 coups de fusil par minute.
Dans les années 1830, un Suisse, Steuble, conçut une mitrailleuse et tenta de la vendre aux gouvernements anglais, russe et français. La mitrailleuse utilisait une trémie, était chargée par la culasse et consistait en plusieurs barils,.
En France et en Grande-Bretagne, une mitrailleuse à commande mécanique a été brevetée en 1856 par le Français François Julien. Cette arme était un canon alimenté à partir d'un type de chargeur tubulaire à extrémité ouverte, utilisant uniquement des rouleaux et une chaîne sans fin à la place de ressorts.

### Gatling

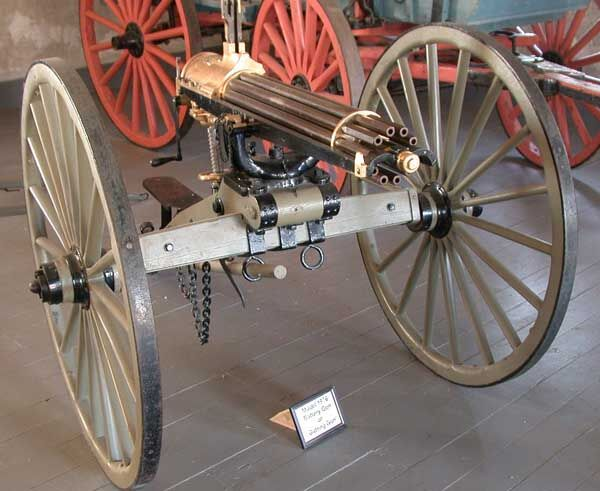
Mitrailleuse Gatling.

L'idée reste en sommeil jusqu'en 1862. Richard Jordan Gatling dépose alors un nouveau brevet protégeant une arme fondée sur le principe de cinq à dix canons rotatifs, ce qui permet de paralléliser les opérations nécessaires au tir et d'augmenter le temps de refroidissement sans réduire la cadence. La mitrailleuse Gatling n'est pas autonome car son servant doit tourner une manivelle afin de fournir l'énergie grâce à laquelle l'arme chambre les cartouches, les percute, extrait les étuis vides puis les éjecte. De surcroît les cartouches en papier limitent sa fiabilité.

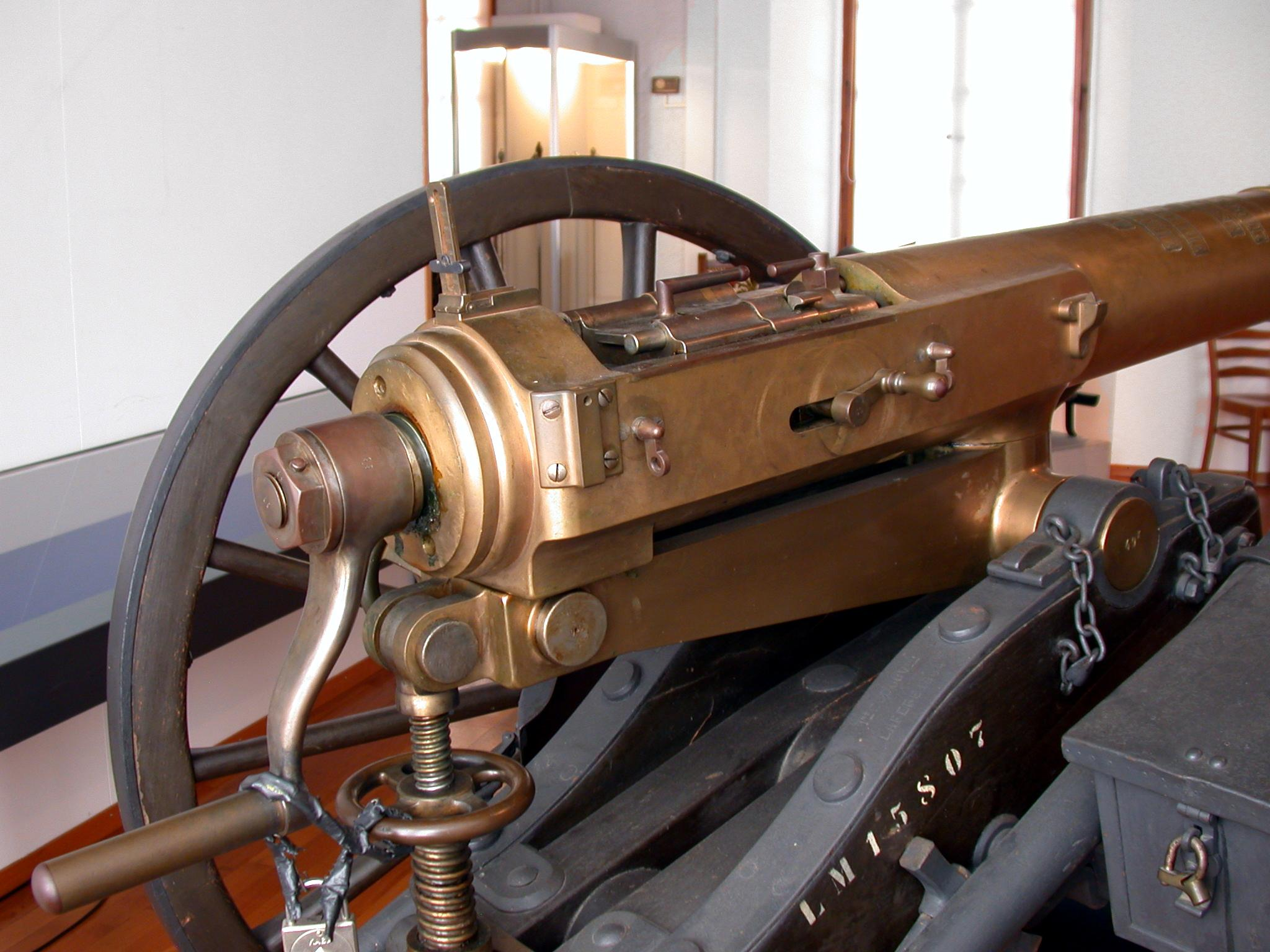
Vue de la culasse de la mitrailleuse De Reffye au musée militaire vaudois, 1110 Morges (Canton de Vaud - Suisse).

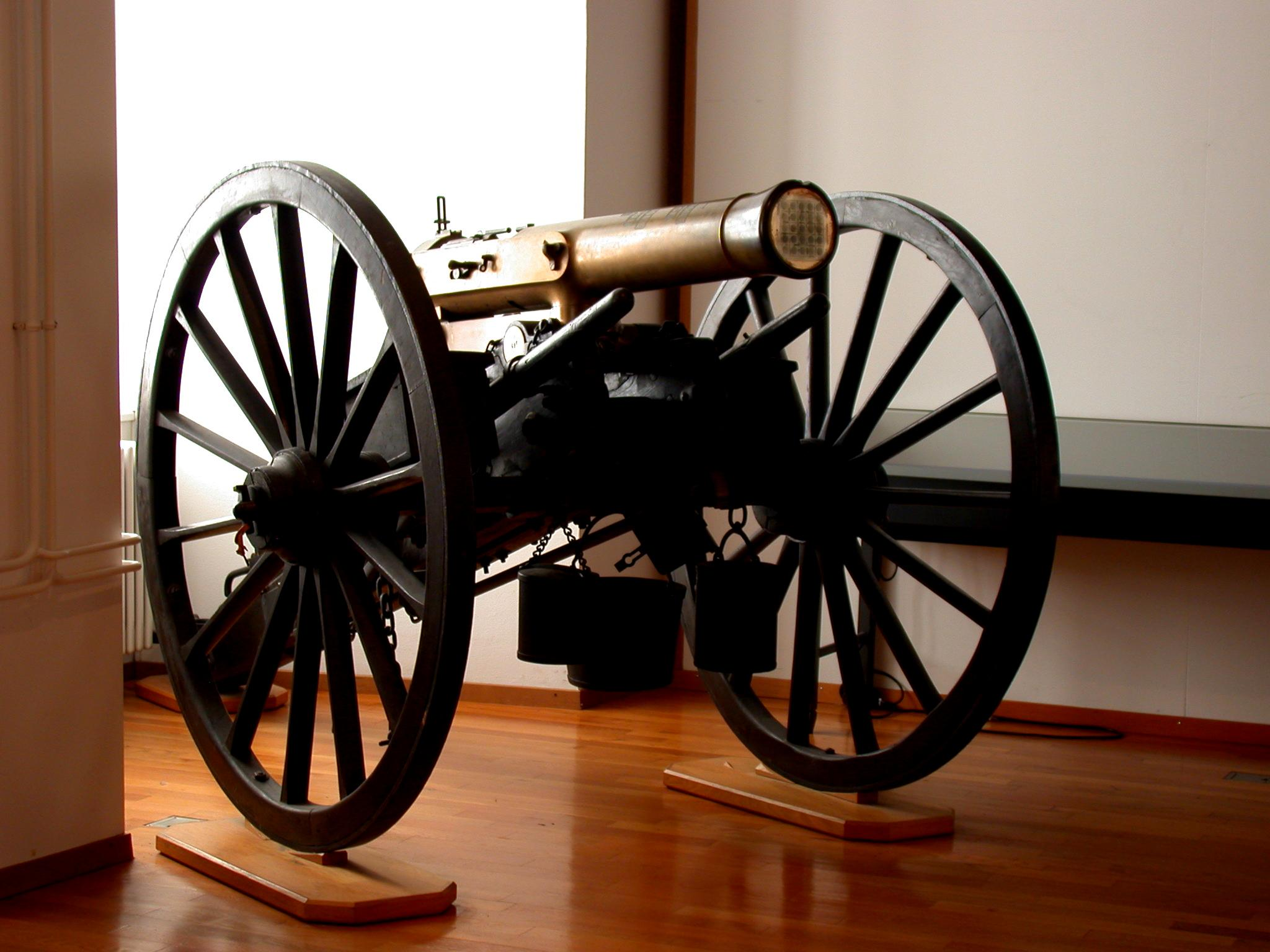
Vue de la mitrailleuse De Reffye au musée militaire vaudois, 1110 Morges (Canton de Vaud - Suisse).

Achetée en 1865 par l'US Army, elle sera l'année suivante modifiée pour employer des cartouches à étuis métalliques, ce qui l'améliorera beaucoup. En revanche, elle conservera la taille d'un petit canon et son caisson d'approvisionnement en munitions grèvera longtemps sa fiabilité et connaitra plusieurs versions. Considérée comme une pièce d'artillerie, elle sera déployée loin des mouvements de l'infanterie. Cela limita son effet sur le plan tactique à celui d'un canon tirant de la mitraille.

### Mitrailleuse de Reffye
De l'autre côté de l'Atlantique une arme belge, la mitrailleuse Montigny, est adoptée sous une forme modifiée par l'armée française qui l'utilise comme une pièce d'artillerie. Elle sera connue en France sous le nom de "canon à balles" ou de "mitrailleuse De Reffye" du nom du général Verchère de Reffye, officier responsable de sa fabrication aux ateliers de Tarbes et de Meudon. Son fonctionnement est simple car ses vingt-cinq canons sont chargés en une seule passe grâce à des blocs culasse amovibles. Les vingt-cinq cartouches de 13 mm à percussion centrale, à corps en carton et culot en laiton, sont mises à feu en courtes rafales très rapides. Les résultats pouvaient être spectaculaires comme à Saint-Privat où une batterie de six mitrailleuses put mettre à terre cinq cents chevaux en 90 secondes. Néanmoins son emploi par la seule artillerie et donc à trop grande distance des troupes adverses limite son efficacité pendant la guerre franco-prussienne de 1870. De surcroît, leur faible nombre engagé (190 pièces) n'est pas comparable à la très efficace et très nombreuse artillerie prussienne qui domine.
Au Royaume-Uni, en 1870, les autorités britanniques, impressionnées par les performances du canon de Gatling, demandent à WG Armstrong and Co. d'en obtenir la licence de production locale. L'arme est déclinée en deux versions, l'une de calibre .45 (45 centièmes de pouce, donc 11,43 millimètres) pour l'Armée de terre, l'autre en .65 (65 centièmes de pouce, donc 16,51 mm) pour la Royal Navy (marine). Lors de l'une de ses premières utilisations, lors de la bataille d'Ulundi, une unité débarquée de la Royal Navy l'opposa avec succès aux Zoulous. La cartouche cède ensuite la place à une version plus moderne entièrement métallique, supprimant ainsi bon nombre d'enrayages et autres incidents de tir. La cadence de tir atteint alors environ trois cents coups par minute.

### Mitrailleuses modernisées
Les canons de type Nordenfeldt et Gardner, deux armes contemporaines d'architecture Gatling et de fort calibre, respectivement dix ou douze et comptant un ou deux canons, s'imposent dans les années 1880 dans les marines afin de lutter contre les petits torpilleurs. Le Gardner tire dix mille coups en un peu moins d'une demi-heure.

### Maxim et descendance

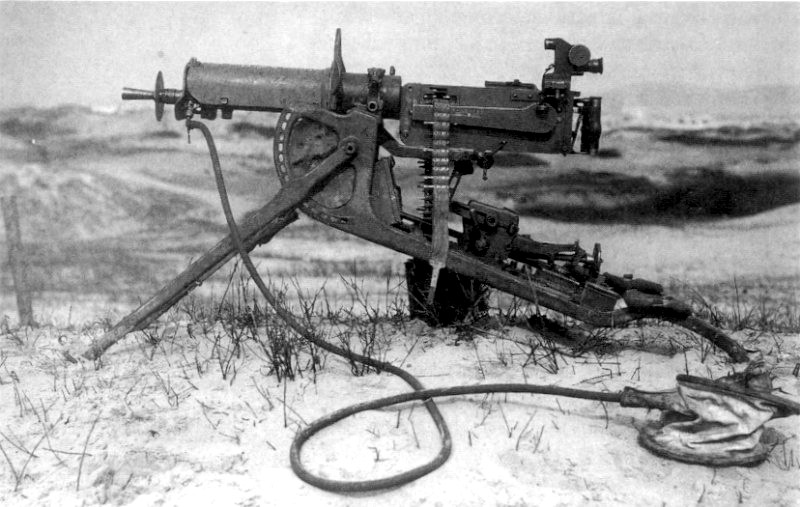
Mitrailleuse Maxim allemande de la Première Guerre mondiale.

L'Américain Hiram Maxim, résidant en Angleterre, va créer alors la première mitrailleuse réellement automatique. Elle utilise l'énergie du recul consécutive au tir pour éjecter l'étui et chambrer une nouvelle munition. L'arme tire alors tant que la détente n'est pas relâchée par le servant, qu'aucun incident ne survient et que des munitions sont disponibles. Après une démonstration en 1885, l'armée britannique en achète plusieurs exemplaires en 1889. D'autres nations européennes, comme l'Allemagne, la Russie, l'Autriche-Hongrie en achètent ensuite. L'arme prouve son efficacité lors de plusieurs batailles coloniales, comme en 1893 en Afrique du Sud, lorsque cinquante soldats et quatre Maxims tiennent en respect cinq mille guerriers Matabele.
Les états-majors européens ne lui ménagent a priori guère d'avenir car ils la considèrent comme trop peu fiable (ce qui n'est à ce moment pas abusif car l'alimentation, en particulier, cause encore souvent des enrayages) et redoutent sa consommation de munitions. Cette dernière est pourtant la condition de sa cadence de tir de cinq cents coups par minute, puissance de feu équivalente à celle de cent fusils, qui invite certains à ne pas la négliger. L'idée fait donc peu à peu son chemin et deux nations réaliseront des dérivés de la Maxim, l'Allemagne avec son Maschinengewehr M1908, et la Russie avec sa Pulemyot Maxima PM1910.
Un Autrichien nommé Adolf Odkolek (de) conçoit en 1895 une mitrailleuse à emprunt de gaz dont le brevet est acquis par la firme de Benjamin Berkeley Hotchkiss située à Saint-Denis près de Paris. Elle est essayée par l'armée française en 1897 après des modifications apportées chez Hotchkiss par Lawrence Benet et Henri Mercier. À partir de 1897, l'armée française continue l'expérimentation puis passe à l'adoption partielle en 1900 ; elle ne l'achètera cependant en très grandes quantités qu'à partir de 1916. La mitrailleuse Hotchkiss modèle 1914 finira par complètement remplacer le modèle national (la Saint-Étienne modèle 1907) dont le mécanisme compliqué et peu fiable est inversé afin de contourner le brevet Hotchkiss.

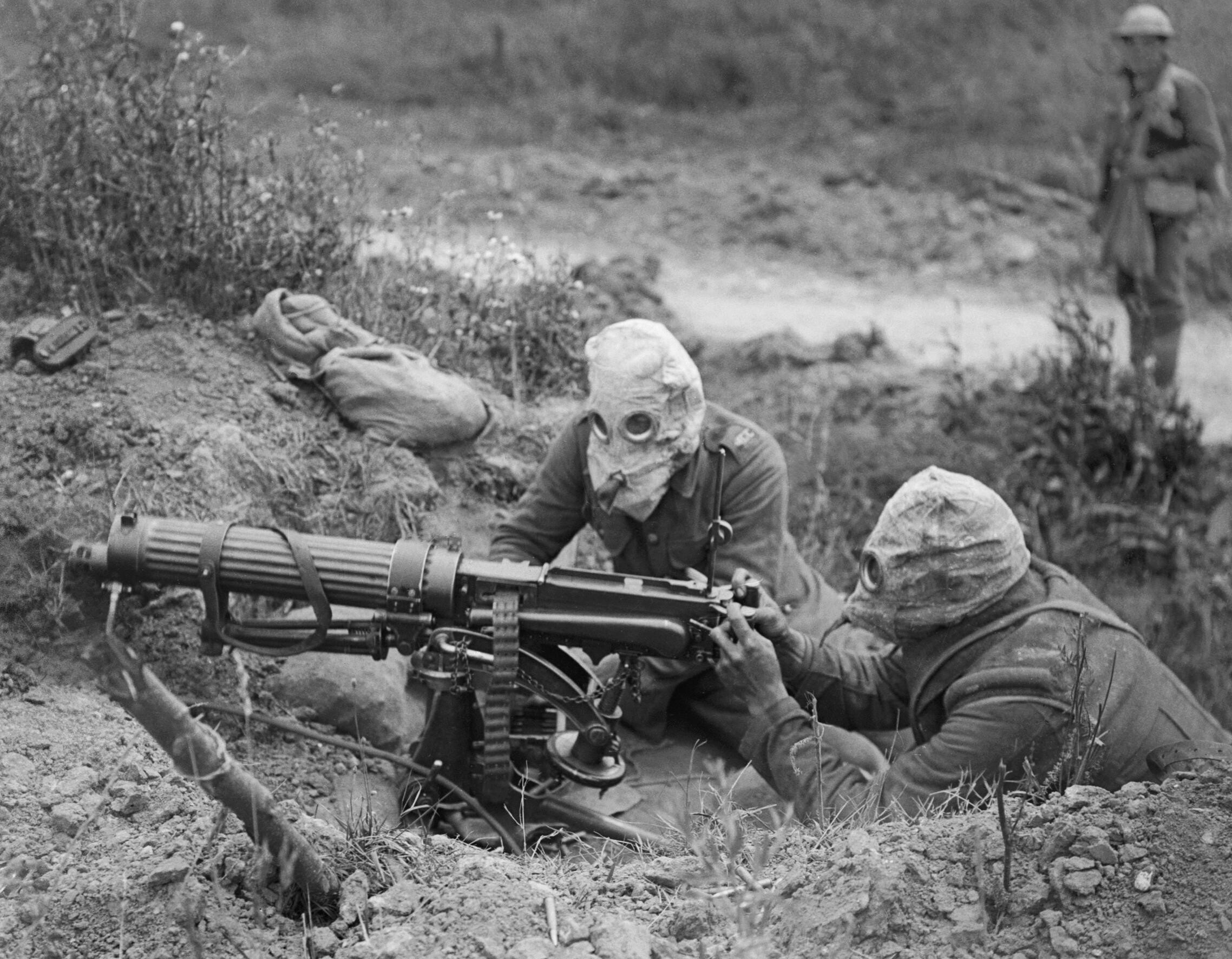
Une mitrailleuse britannique Vickers pendant le premier conflit mondial.

Au début du XXe siècle l'infanterie commença à l'employer en créant, au sein de ses régiments, des compagnies de mitrailleuses qui remplaçaient le plus gros de l'artillerie régimentaire. L'importance tactique de la mitrailleuse ainsi rapprochée de la ligne de front devient dès lors prépondérante. Les modèles de cette époque sont plus légers et manœuvrables que leurs ancêtres du XIXe siècle mais restent des armes à vocation défensive donc plutôt statiques. Établies sur des trépieds ou de petits affûts à deux roues, elles ne sont pas capables de suivre à mesure tous les mouvements de l'infanterie et impliquent encore un délai de mise en batterie non négligeable. De plus, l'accent alors mis sur la permanence du tir conduit à des modèles encombrants et pesants car souvent dotés d'un système de refroidissement liquide du canon, donc d'un radiateur et d'un réservoir.
Durant la Première Guerre mondiale, l'armée belge utilisa la pratique locale des charrettes de laitiers tirées par des chiens attachés sous la charrette. Elle y installa ses mitrailleuses, résolvant ainsi le problème du déplacement rapide de ces armes, toujours montées sur leur trépied et prêtes pour le tir, alors que celles de l'ennemi étaient portées à dos d'humains et en deux à trois parties qu'il fallait réassembler après chaque mouvement. C'est avec l'aide de ce dispositif que fut conclue la bataille de Halen contre l'armée allemande, d'abord gagnée par un combat de cavalerie puis parachevée quand les mitrailleuses belges déplacées rapidement d'un point à l'autre du champ de bataille, multiplièrent les interventions, trompant l'État-major allemand sur la puissance de feu des Belges.
C'est d'ailleurs en 1914 que l'apparition des mitrailleuses modifie complètement le déroulement des opérations militaires, car cette arme rend difficile, voire impossible, de se déplacer à découvert à sa portée. Paul Valéry décrit ainsi en 1931 l'action de l'engin : « Quatre hommes résolus tiennent mille hommes en respect, couchent morts ou vifs tous ceux qui se montrent. On arrive à la conclusion surprenante que la puissance de l'arme, son rendement, augmente comme le nombre même de ses adversaires. Plus il y en a, plus elle tue. C'est pourquoi elle a eu raison du mouvement, elle a enterré le combat, embarrassé la manœuvre, paralysé en quelque sorte toute stratégie » (Variété IV). Son usage pendant la Première Guerre mondiale participa à l'enlisement de la guerre des tranchées. Les Allemands disposaient leurs mitrailleuses par paire, une de chaque côté de la tranchée à défendre et visant une zone proche du milieu de cette tranchée. Ce tir croisé par le côté provoquait un mur de balles très efficace contre les assauts d'infanterie en lignes, et se révéla plus efficace que le tir de face.

### Fusil-mitrailleur ou mitrailleuse légère

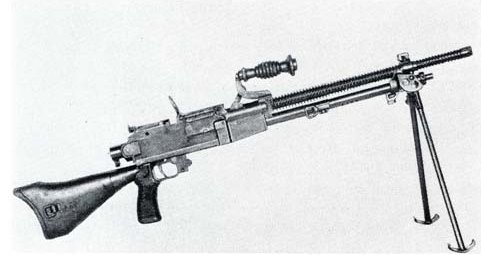
Le fusil-mitrailleur type 96 japonais.

Vers la fin de la Première Guerre mondiale, le fait d'accompagner les déplacements de l'infanterie grâce à des mitrailleuses était acquis. De nouvelles armes plus légères donc au déploiement plus rapide, furent conçues à cet effet. Mises en batterie sur un bipied et guère plus encombrantes que le fusil, elles utilisent uniquement le refroidissement par air et souvent des magasins plutôt qu'une alimentation par bandes de cartouches, ce qui limite leur capacité à tirer en continu mais les allège.
Ces nouvelles mitrailleuses, appelées "fusils-mitrailleurs" ou "mitrailleuses légères", sont des adaptations d'armes existantes, comme la Maxim 08/15 allemande, ou des armes nouvellement créées comme le Lewis Mark I britannique ou le Chauchat français et encore, en 1917, le Browning Automatic Rifle (dit "BAR") et le fusil automatique Huot (canadien). Après la guerre, ce type d'arme connaît un grand développement dans tous les pays, qui donne par exemple naissance au BREN, au Mac 24/29 et au Degtiarev DP 28. Il devient l'arme autour de laquelle s'organise le groupe de combat d'infanterie dont il constitue l'élément feu. Le BAR servira, après plusieurs évolutions accusant son caractère de FM, jusqu'à la fin du conflit mondial suivant et on le verra encore en action, quoique de plus en plus rarement dans les armées régulières, au début des années 1980.
Bien que souvent remplacé par des mitrailleuses polyvalentes, le fusil-mitrailleur continue à être utilisé de nos jours, principalement du fait de son faible coût. On le distingue de la mitrailleuse légère par l'absence de système de changement rapide de canon. Il s'agit souvent d'une version du fusil d'assaut réglementaire, avec un canon plus lourd pour retarder l'échauffement et plus long pour augmenter la portée, ils sont munis aussi d'un bipied pour stabiliser le tir et de magasins de plus grande capacité pour accroître la cadence pratique de tir. De bons exemples de ce type d'arme sont le Kalachnikov RPK soviétique (dérivé de l'AKM-59) et le LSW L86A1 britannique (dérivé du SA80).

### Mitrailleuse lourde

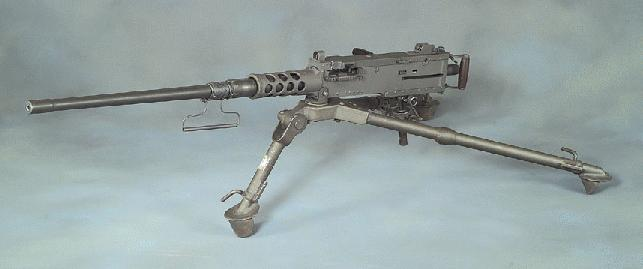
Mitrailleuse Browning M2 cal. 12.7 mm sur son trépied M3.

La diversification des emplois de la mitrailleuse mena à des modèles lourds tirant des munitions plus puissantes que celle du fusil d'infanterie, afin d'équiper divers véhicules, en particulier des avions. Juste après la Première Guerre mondiale, John Browning réalise sa M2, utilisant une munition de 12,7 x 99 mm initialement destinée à un usage antiaérien mais aussi suffisamment puissante pour détruire les blindés de l'époque. Cette arme devient l'archétype de la mitrailleuse lourde et connaitra un très grand succès car elle est encore en service de nos jours. Déployées en grand nombre par les Alliés au cours de la Seconde Guerre mondiale, elles constitueront pour ceux-ci un avantage certain face aux Allemands qui eux ont préféré pour leurs blindés légers des calibres supérieurs comme le 20 mm, certes efficaces, mais beaucoup moins « économiques ».
D'autres nations créent des modèles équivalents, souvent chambrés pour des munitions plus puissantes. Les Britanniques adoptent la Besa tchécoslovaque de 15 x 104 mm, les Italiens et les Japonais, une cartouche de 13,2 x 99 mm, initialement conçue par Hotchkiss en France, qui sera connue par la suite comme 13,2 Breda. Ils utilisent conjointement une 12,7 x 81 mm, conçue par Vickers au Royaume-Uni, la 12,7 Breda. Les Américains emploieront beaucoup la mitrailleuse lourde. L'URSS créa quant à elle, dans les années trente, deux munitions très puissantes : la 12,7 x 108 mm, qui équipera les mitrailleuses Degtiarev et la 14,5 x 114 mm, tout d'abord destinée au fusil antichars mais qui sera en définitive celle d'une mitrailleuse mise au point à la fin des années 1940 par l'ingénieur Vladimirov nommée « KPV », rendue très efficace contre les avions et les blindés légers par l’énergie cinétique très importante du projectile (env. 22 000 J, la 12,7 x 99 mm en dissipant environ 12 000).

### Mitrailleuse polyvalente contemporaine

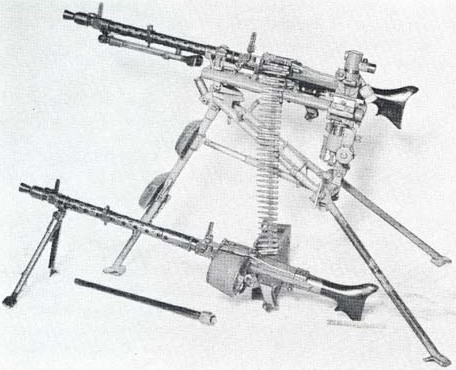
La MG-34 sur bipied et trépied pour le tir en position.

À l'aube de la Seconde Guerre mondiale, dans l'infanterie, deux types de mitrailleuses cohabitent donc, la légère sur bipied, destinée à suivre les attaques et la moyenne sur trépied, qu'on utilise par la suite pour défendre les positions acquises. L'une est facile à transporter mais son système d'approvisionnement et l'échauffement de son canon la rendent incapable de maintenir un tir soutenu, l'autre est trop peu mobile. L'armée allemande a, plus que toute autre, compris l'intérêt d'une utilisation polyvalente de cette arme et elle va développer une arme révolutionnaire : la MG34. Le problème de l'échauffement du canon est résolu comme sur les mitrailleuses lourdes, par un dispositif permettant l'échange rapide du canon ; l'alimentation par bandes métalliques est empruntée aux mitrailleuses classiques, même si ces dernières sont emportées dans des tambours. L'arme peut être déployée soit sur bipied, soit sur trépied ; si elle est légèrement plus encombrante qu'un fusil-mitrailleur, elle reste employable par un binôme au sein d'un groupe de combat : la mitrailleuse moderne est née. La MG42 perfectionne le concept en améliorant la cadence de tir et la légèreté et en apportant surtout une simplification de la fabrication.

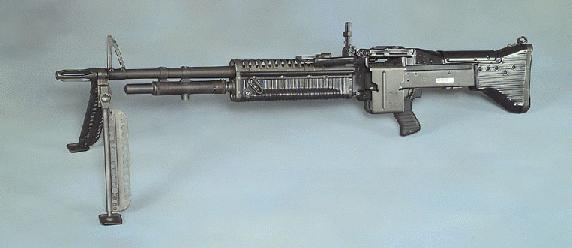
La Saco M60 américaine en calibre 7,62 OTAN immortalisée par la guerre du Viêt Nam, et Rambo.

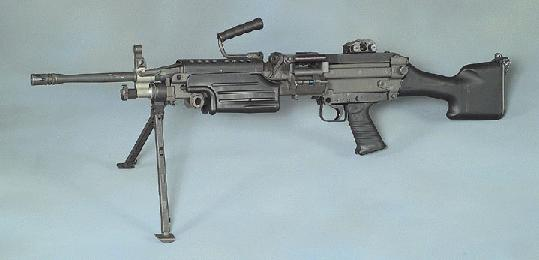
La M249 : version américaine de la FN Minimi en calibre 5.56 mm OTAN.

Par la suite, les autres armées s'équipent d'armes de conception similaire, comme la mitrailleuse Kalachnikov soviétique, l'arme automatique modèle 1952 française ou la Saco M60 américaine. Depuis la Seconde Guerre mondiale, les mitrailleuses ont peu évolué, bon nombre d'armées sont toujours équipées d'armes directement inspirées des modèles allemands conçus dès 1935. Les mitrailleuses modernes ont des caractéristiques communes : l'emploi de canons interchangeables, l'alimentation par bande de cartouches et une équipe de servants, de deux à cinq humains, emportant l'arme, les munitions, les canons de rechange et éventuellement un trépied. Le principal changement est assez récent et concerne l'emploi de munition plus légère comme le 5,56 mm OTAN comme dans l'exemple de la FN Minimi belge, ce qui maximise l'emport de munitions et permet la standardisation sur un calibre unique pour l'infanterie. Les calibres comme le 7,62 OTAN semblent en perte de vitesse, la tendance semblant être d'utiliser le 5,56 uniquement pour les armes légères ; et de laisser le traitement à longue portée des objectifs non protégés à des armes plus lourdes comme les mitrailleuses lourdes et les canons mitrailleurs sur véhicules ou les lance-grenades automatiques de 30 et 40 mm.

## Véhicules

### Utilisation aérienne

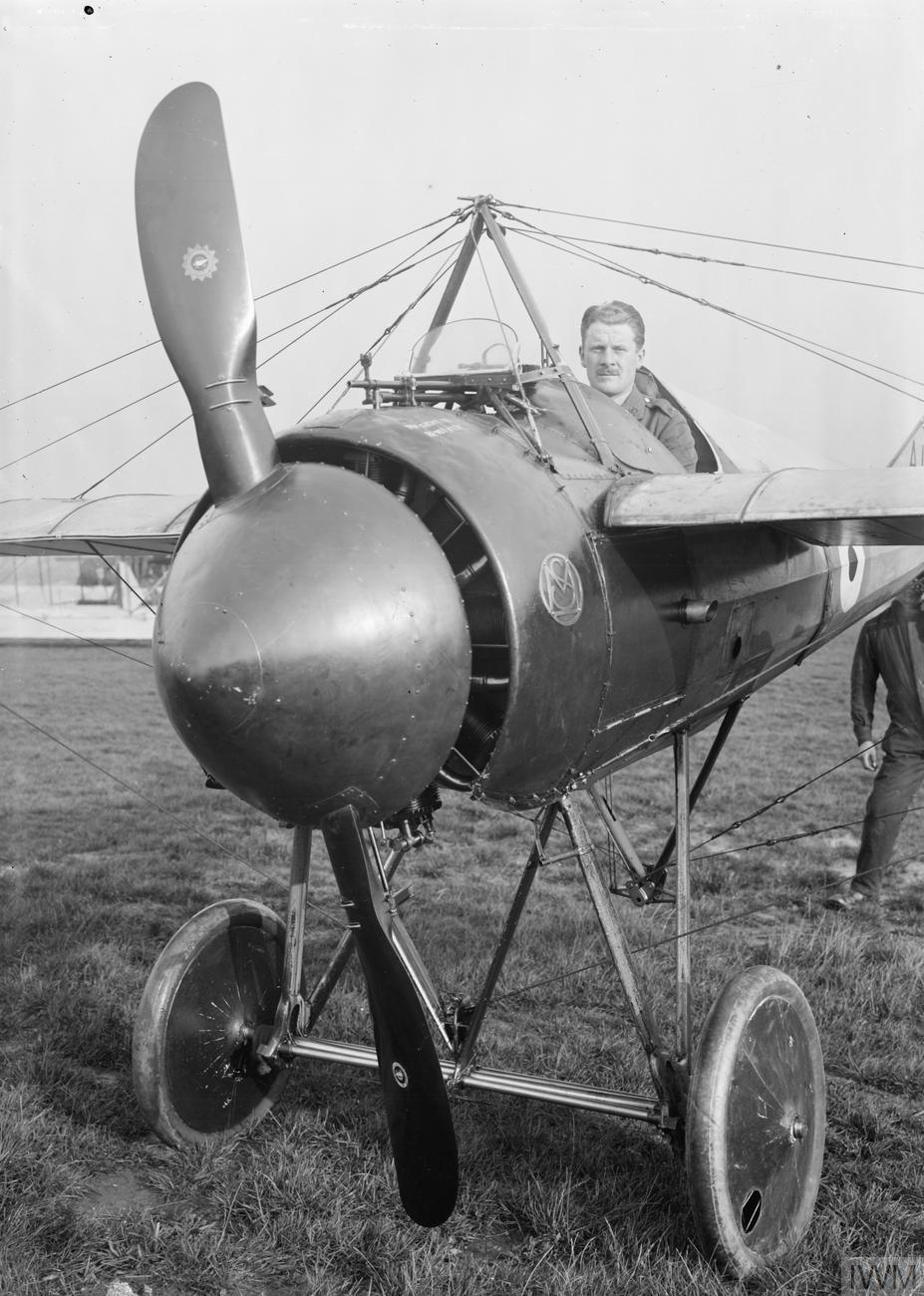
Un Morane Saulnier avec une mitrailleuse et les plaques déflectrices sur l'hélice.

Au cours de la Première Guerre mondiale l'emploi de la mitrailleuse se diversifie et on commence à en monter sur des avions. Le combat aérien naît, au début de la Première Guerre mondiale, de la frustration des équipages d'avions de reconnaissance croisant l'ennemi dans les airs sans pouvoir le combattre. Des expédients sont tout d'abord employés, y compris des armes de poing et d'épaule, voire des grappins. Très rapidement des Allemands utilisent la puissante mitrailleuse qui fait des ravages au sol et le deuxième homme d'équipage, dit « observateur », devient aussi « mitrailleur » après montage d'un tourelleau et d'une mitrailleuse. Le tir vers l'avant est cependant alors rendu impossible par la présence de l'hélice (sauf sur les quelques avions à hélice propulsive), ce qui interdit le tir en poursuite et l'emploi de monoplaces pourtant plus performants. Le Français Roland Garros conçoit le premier un système surmontant cette difficulté après avoir tiré au revolver à travers un ventilateur puis constaté que peu de projectiles touchèrent les pales. Il monte une mitrailleuse sur son capot moteur et place sur l'hélice de petites pièces métalliques déviant les rares balles qui risqueraient de l'endommager. Après sa capture et son interrogatoire l'idée est reprise par Anthony Fokker qui décide de l'améliorer en concevant un ensemble mécanique bloquant le tir lorsqu'une pale de l'hélice se trouve devant le canon de la mitrailleuse. La synchronisation du tir de la mitrailleuse à travers les hélices est née, et avec elle l'avion de chasse.
D'autres systèmes sont testés, en particulier une mitrailleuse placée sur l'aile supérieure tirant vers l'avant au-dessus du plan de rotation de l'hélice, comme sur le Nieuport 11. Mais les systèmes à synchronisation, bien que plus lourds et complexes, se révèlent supérieurs car, placés au plus près de l'axe de vol, facilitent la visée. On observera aussi des systèmes de tir à travers l'axe de l'hélice, creux ; cependant, outre sa complexité, un tel système ne peut concerner qu'une seule arme. Le nombre de mitrailleuses montées sur chaque appareil augmente rapidement, atteignant quatre.

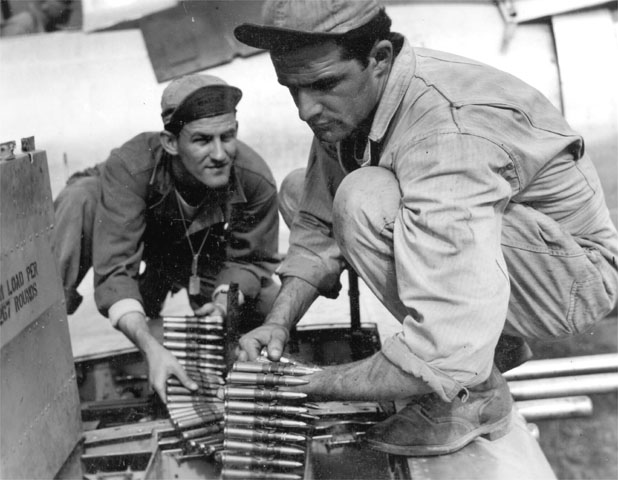
Rechargement de mitrailleuse d'aile sur un P-47.

L'évolution ralentit dès la fin du conflit et ce n'est qu'au début des années trente que des mitrailleuses sont parfois montées à l'intérieur des ailes, dont l'épaisseur a depuis augmenté. Le nombre d'armes intégrées dans chaque appareil augmente encore (le Hawker Hurricane intégrera douze mitrailleuses de 7,7 mm). À l'orée de la Seconde Guerre mondiale, les armes utilisant les munitions de fusils deviennent insuffisantes car la construction métallique et les plaques de blindage protégeant le pilote et les organes essentiels des avions, les rendent beaucoup plus robustes que ceux du premier conflit mondial. L'utilisation de vannes auto-obturantes réduit par ailleurs les risques d'incendies consécutifs à un endommagement de réservoir.
Les mitrailleuses lourdes (en particulier la Browning de 12,7 mm et ses équivalentes) commencent à supplanter les modèles plus légers et la plupart des pays se tournent peu à peu vers le canon-mitrailleur dont les effets sont plus dévastateurs, notamment sur les bombardiers lourds. Les mitrailleuses sont néanmoins conservées car leur cadence de tir plus élevée (certains modèles tirent plus de mille deux cents coups par minute) augmente le nombre d'impacts durant des fenêtres de tir de plus en plus courtes. Les États-Unis choisiront même de les adopter exclusivement, délaissant presque les canons. Cette décision réduisit le nombre de types de munitions en dotation donc facilita la logistique.
Par ailleurs, le déclenchement de tir par commande électrique ou pneumatique interposée simplifia la coordination d'armes multiples et la synchronisation avec l'hélice. Les systèmes pneumatiques seront toutefois rapidement abandonnés car ils induisent une latence préjudiciable lors des combats durant lesquels la durée d'une passe de tir ne dépasse guère une seconde. La commande électrique devient elle-même moins intéressante dès 1944, avec l'apparition d'appareils à réaction qui volaient sans hélice, ainsi que par le montage dans les ailes.
La mitrailleuse armera les avions d'assaut (jusqu'à 14 sur certains modèles de B-26 "Marauder") et défendra les avions de bombardement et de reconnaissance face aux chasseurs, le léger tourelleau installé à l'arrière cédant progressivement sa place à des tourelles de plus en plus sophistiquées. Les plus lourdes doivent bientôt être assistées électriquement ou hydrauliquement, pour être pointées assez rapidement sur des chasseurs de plus en plus rapides. Pendant la Seconde Guerre mondiale ces systèmes défensifs très complets couvrent toute la périphérie de l'avion, en particulier sur la « forteresse volante » B-17. Après la guerre la télécommande se généralise car l'équipage utilise les armes à partir de compartiments pressurisés rendus nécessaires par les nouvelles altitudes de combat. Les équipements de conduite de tir assistées par radar rendent ensuite ces armes efficaces à des distances importantes, augmentant l'intérêt du canon dont la portée est supérieure, lequel finit même par remplacer la mitrailleuse lourde.
Par la suite le développement du missile air-air, en offrant le moyen à des appareils légers et rapides d'attaquer à distance de sécurité (hors de portée des canons de défense) relègue tout cela au profit des contre-mesures électroniques et de la furtivité.
Les États-Unis préféreront la mitrailleuse jusqu'à la guerre de Corée, dont la fin marque la disparition presque totale en tant qu'arme embarquée anti-aérienne au profit du canon. Seuls des appareils légers de lutte contre la guérilla, ainsi que des hélicoptères emploient à présent des mitrailleuses, dans de nombreux cas de type Gatling afin de disposer de la cadence élevée rendue possible par leurs canons et mécanismes multiples ainsi qu'afin de tolérer les ratés de percussion. Ainsi ils ne stoppent pas le tir puisque le moteur extrait puis éjecte en ce cas la munition dont l'amorce est défectueuse puis chambre la suivante, tandis qu'une arme employant l'énergie de la munition se trouve alors hors d'état de tirer sans réarmement de son mécanisme.

### Char d'assaut

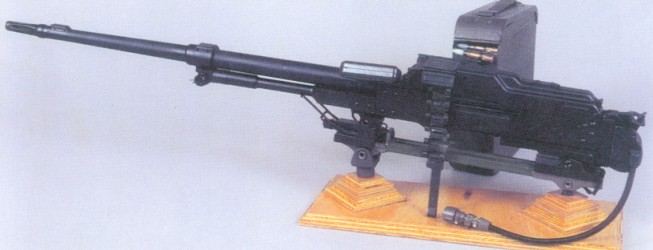
La version coaxiale de la mitrailleuse soviétique, Poulemiot Kalachnikov.

Lorsque le char d'assaut apparaît, la mitrailleuse devient l'une de ses armes essentielles, lui permettant de s'en prendre efficacement à l'infanterie donc de s'en protéger. Si le canon devient par la suite son arme principale, les chars embarquent encore souvent au moins une mitrailleuse pour se protéger de l'infanterie.
Ces armes y sont placées diversement, on trouve des mitrailleuses coaxiales de l'arme principale donc utilisant sa conduite de tir. Celle-ci permettait d'améliorer les succès du tir au canon. La justesse du pointage pouvait ainsi être testée par un premier tir à la mitrailleuse qui, s'il était réussi, permettait de tirer au canon en sachant que le pointage était bon. Cette méthode est devenue obsolète avec l'avènement de systèmes de conduite de tir de plus en plus sophistiqués permettant des distances de tir de plus en plus longues depuis des véhicules en mouvement avec des temps de pointage de plus en plus brefs. La mitrailleuse coaxiale permet également de « traiter » rapidement des objectifs dits « mous » (« non blindés »).
Les mitrailleuses de glacis, qui permettent de balayer l'avant du véhicule pour la défense rapprochée, restèrent très répandues jusqu'à la fin de la Seconde Guerre mondiale. La mitrailleuse antiaérienne, située sur le dessus de la tourelle, se révéla utile dès la guerre civile espagnole lors des combats dans les milieux boisés ou urbains, en couvrant l'ensemble du véhicule à partir d'un point en hauteur, son inconvénient principal qui était la vulnérabilité du servant, est maintenant souvent résolu par un usage télécommandé, gardant l'utilisateur sous un blindage. D'autres points de montage tels que des tourelles secondaires (très en vogue dès les années 1920) ou bien à l'arrière de la tourelle principale (chars soviétiques), sont aujourd'hui abandonnés.

### Autres

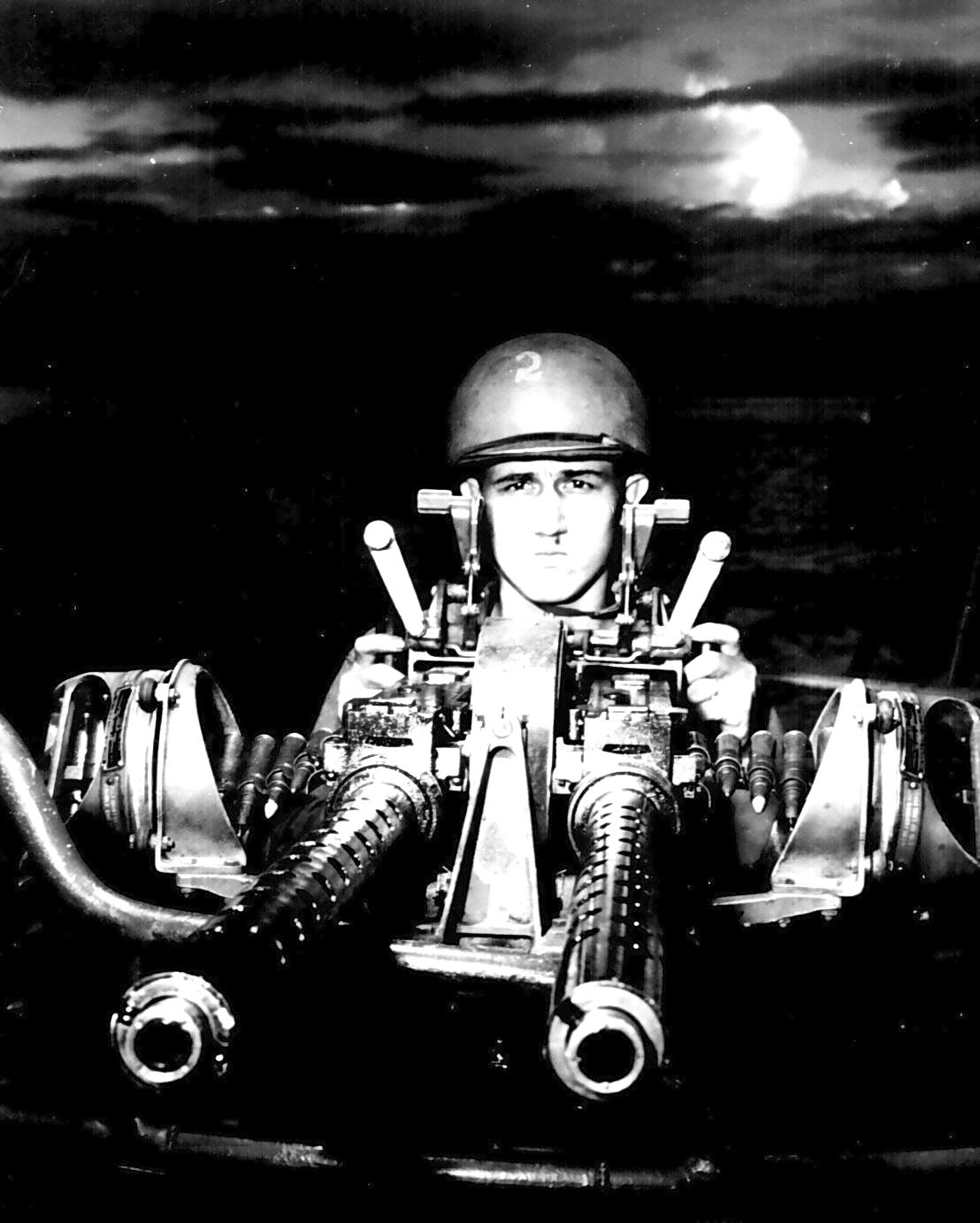
Mitrailleuses jumelées M2 cal. 12.7 mm sur un patrouilleur de l'US Navy.

Outre les chars de combat, les mitrailleuses équipent de nombreux véhicules terrestres, dont un lui doit sa naissance même : l'automitrailleuse. Au début de la Première Guerre mondiale en 1914, des Belges propriétaires d'automobiles se portèrent volontaires pour équiper leurs voitures de mitrailleuses en protégeant leurs véhicules de plaques métalliques : c'est la création empirique de l'auto blindée. Dans la suite, les armées s'équiperont d'autos blindées construites spécialement. Certaines seront équipées de canons automatiques ou non, comme les auto canons des régiments belges et anglais envoyés en Russie en 1917. La mitrailleuse reste l'arme principale caractéristique de l'auto blindée, et toute auto blindée emporte au moins une mitrailleuse dans la plupart des cas. Quasiment tous les blindés de transport d'infanterie en emportent une ou plusieurs afin d'assurer leur défense rapprochée et parfois appuyer les troupes durant un assaut. On trouve aussi souvent des affûts chandelier sur les voitures tout-terrain du type Jeep servant à l'éclairage ou aux liaisons. Après la Seconde Guerre mondiale de nombreux camions furent aussi dotés d'une mitrailleuse en tourelleau pour leur autodéfense. Pour soutenir les compagnies motocyclistes, très prisées dans les années 1940, de nombreux side-car furent armés de mitrailleuses légères. Pendant la Première Guerre mondiale on avait installé des mitrailleuses sur une plateforme placée entre deux vélos au sein des compagnies cyclistes.
En Ukraine lors de la guerre civile russe, une mitrailleuse fut installée à l'arrière de tatchankas, voitures rapides typiques du pays, tirées par deux chevaux. Les partisans de Nestor Makhno en particulier appréciaient ce moyen de monter une embuscade, suivie d'une fuite rapide, voire d'un raid sur les flancs des colonnes adverses. Bien que souvent improvisées, ces actions constituèrent une réelle menace pour tous les camps.
Dans le domaine naval, la mitrailleuse est surtout utilisée sur les petites unités comme les patrouilleurs rapides et autres vedettes fluviales et côtières. Les patrouilleurs fluviaux eurent souvent de l'importance lors de guerres comme celle du Viêt Nam où, dotés principalement de mitrailleuses, ils harcelaient les objectifs sur les rives et contrôlaient la navigation. Une autre utilisation, qui tient plus des fonctions de police, est l'implantation de mitrailleuses lourdes sur les grands navires de patrouille et de surveillance de la pêche, où elles servent surtout à l'arraisonnement, de facteur de dissuasion, ainsi qu'aux tirs de semonce. Elles sont parfois aussi utilisées pour détruire des mines après dragage.

### Utilisation antiaérienne
Les premières utilisations de mitrailleuses pour la défense contre les avions datent de la Première Guerre mondiale. Les affûts des armes de l'infanterie furent modifiés ou placés de façon à pouvoir mitrailler les avions survolant les tranchées. Par la suite, des mitrailleuses montées sur divers véhicules eurent souvent une fonction antiaérienne secondaire et de nombreux affûts spécialisés furent créés pour défendre des positions fixes ou mobiles contre ce danger. Les plus simples sont une simple tige plantée dans le sol sur lequel une mitrailleuse est articulée en site et en azimut. Des trépieds spécifiques, par exemple destinés à la MG34, ainsi que des affûts posés sur des véhicules tels que les Half-tracks M17 américains ou remorquables intégrant deux, trois ou quatre mitrailleuses sur une tourelle ouverte, tel l'ensemble soviétique ZPU souvent doté de la puissante KPV.

## Principes de fonctionnement et technologies

### Automatisation du tir
Même s'il existe quelques modèles héritiers des modèles de Gatling (les « minigun » où l'ancienne manivelle est remplacée par un moderne moteur électrique ou hydraulique), depuis les travaux de Hiram Maxim une arme automatique utilise en général l'énergie produite par le départ de la munition précédente pour réapprovisionner et tirer de nouveau.
C'est alors la pression des gaz qui permet de renvoyer la culasse en arrière et d'éjecter la douille, en comprimant un ressort, dit récupérateur. Ce dernier va ensuite ramener la culasse en position de tir, en poussant une nouvelle munition dans la chambre, celle-ci est percutée et le cycle reprend. Cependant, l'arme tirant des munitions assez lourdes et puissantes, comme celle d'un fusil réglementaire, ce procédé est peu satisfaisant et il est même dangereux d'utiliser des mécanismes simples, comme les culasses non calées des pistolets mitrailleurs. Le canon et la culasse doivent rester solidaires et étanches le temps que la pression des gaz consécutive à la combustion de la cartouche atteigne des niveaux raisonnables. Ce besoin entraîne donc la présence d'un dispositif de verrouillage, puis de déverrouillage de la culasse, plusieurs principes coexistent pour le remplir. Certaines nations furent handicapées par le choix de leur munition standard de fusil au XIXe siècle, au cours duquel elles avaient adopté des munitions avec une douille à bourrelet et non à gorge, ce type de munition posant plus de problèmes pour l'éjection des étuis et donc plus d'incidents de tir.
Un des systèmes d'automatisation les plus courants est appelé « emprunt de gaz ». Il consiste à récupérer les gaz de la charge propulsive assez loin sur la longueur du canon, par une lumière, donc quand la balle va bientôt quitter celui-ci. La pression de ses gaz qui est encore assez élevée pousse alors un piston qui entraîne le déverrouillage de la culasse. Le blocage de celle-ci peut être réalisé sous diverses formes. Il existe aussi des culasses rotatives, où le pivotement de celle-ci engage des tenons dans la carcasse de l'arme (système Kalachnikov), ou des modèles basculants. Des variantes d'emprunt de gaz n'utilisent pas de piston, mais les gaz prélevés agissent directement sur un autre point de la culasse.
Un autre système, très employé, est celui dit "à court recul du canon". Dans celui-ci, la culasse et le canon reculent ensemble sur quelques millimètres, avant d'être séparés, la culasse continuant son recul toute seule. C'est le système employé par la MG-34 et ses descendants. Des modèles avec un recul solidaire plus long seront aussi expérimentés, comme sur le Chauchat, mais les difficultés mécaniques, les rendront beaucoup moins satisfaisants même si, dans l'absolu, ils devraient être meilleurs en matière de vitesse initiale et de précision, car l'ouverture se produit après que la balle a quitté le canon.
Plus moderne et moins répandue, l'« amplification d'inertie » (qui équipe la « AA-52 »), où la culasse est composée en deux parties séparées par un levier, une tête qui obture le canon et un corps massif. La tête recule mais du fait des rapports de longueur du levier et de la masse du corps, l'ouverture est alors très lente, ce principe combine la simplicité des culasses non calées et la sécurité de celles qui le sont.

### Alimentation en munitions
Autre problème à résoudre pour fournir un tir continu, l'alimentation en munitions et là encore plusieurs systèmes ont été envisagés et employés. Le plus efficace et répandu de nos jours, au moins sur les mitrailleuses moyennes et lourdes, est l'alimentation par bandes. Actuellement, celles-ci sont métalliques et dites "désintégrables", c'est-à-dire que chaque maillon utilisé se détache du suivant durant la phase d'utilisation et donc est éjecté comme l'étui au lieu de demeurer en l'état et d'encombrer. Auparavant elles pouvaient être fabriquées en tissu, selon le système mis au point par Maxim. Elles sont généralement enfermées dans des boites adaptées à l'arme, pour les utilisations mobiles, souvent appelées magasin d'assaut. À défaut, une personne, le "pourvoyeur", doit veiller lors du tir à guider la bande dans l'arme. Même si les mitrailleuses actuelles peuvent être transportées et servies par une seule personne, elle est souvent assistée d'un pourvoyeur qui transporte des canons de rechange et des munitions, et plus généralement tout le groupe de combat est mis à contribution pour l'emport des munitions destinées à leur mitrailleuse.
Les magasins sont utilisés la plupart du temps par les armes très mobiles comme les fusils-mitrailleurs. Ils sont de formes et de contenances très variables selon les pays et les époques. On trouve ainsi à côté des traditionnels modèles droits, des semi-circulaires qui gagnent ainsi en compacité en profitant du profil biseauté de la cartouche et des circulaires, sortes de tambours de grande capacité mais souvent bruyants, pesants, difficiles à charger et peu fiables. L'arme est généralement destinée à être utilisée en position allongée donc le magasin est parfois placé sur le dessus, comme sur le BREN britannique ou le Degtiarev DP 28. Les capacités des magasins vont de vingt à soixante-quinze coups. Certains systèmes inspirés de la Gatling, en particulier japonais, s'alimentaient par l'effet de la seule gravité via un entonnoir où un servant jetait les munitions. Leur fiabilité laissait à désirer et ils limitaient trop la cadence maximale.

### Pointage et visée
Les organes de pointage et de visée, utilisés sur une mitrailleuse, dépendent en grande partie de l'utilisation qui est faite de l'arme. Les plus simples sont ceux utilisés dans une utilisation en tant que fusil-mitrailleur, un simple bipied souvent repliable sert à appuyer l'arme pour le tir, et la visée se fait au moyen d'une hausse et d'un guidon, certaines des mitrailleuses les plus modernes sont équipées de lunettes, mais plus dans le but de faciliter le repérage d'objectifs que d'assurer une précision de tir. L'utilisation à la hanche ou épaulée est en général proscrite du fait du recul de telles armes, qui les rendent dangereuses et complètement imprécises. Un usage souvent constaté fut par contre le tir à deux personnes, le pourvoyeur portant et calant l'arme pendant que le mitrailleur pointe et fait feu.
Destinés plus à la défense ou aux tirs d'appui, les trépieds rendent l'arme beaucoup plus stable et permettent ainsi de réaliser des tirs indirects sur une zone que l'ennemi occupe ou va traverser. Le tir dans ces conditions est alors souvent dirigé par un observateur équipé de jumelles. Certains affûts peuvent aussi se transformer pour permettre le tir contre avions, comme celui de la MG-34. Une autre variante principalement observée chez les Soviétiques est un petit affût à deux roues, qui bien que plus lourd que le traditionnel trépied, a l'avantage d'être tiré et non porté. Il est en outre plus stable et pourvu d'un petit bouclier qui abrite les deux servants pendant le tir. Son principal avantage qui était de diminuer la fatigue lors des longues marches d'approche, disparaît néanmoins avec la motorisation de l'infanterie, à laquelle il ne survit pas.
Pour les tirs à partir de positions fixes ou par exemple à partir du pont d'un navire, un affût à chandelier est utilisé, c'est un simple poteau métallique maintenant l'arme à hauteur de tir pour être servie debout. En casemate, comme sur les mitrailleuses de glacis des chars ou dans un blockhaus, on utilise alors souvent des affûts à rotules qui permettent d'orienter l'arme sur un large champ vertical et horizontal, tout en protégeant le servant. Un autre montage très courant est le tourelleau, où le mitrailleur officie au centre d'un cercle sur lequel le support de mitrailleuse peut se déplacer. On trouve ce type de support sur les toits des blindés ou de certains camions ainsi que sur des vedettes de patrouille et d'assaut, les plus modernes sont motorisés et télécommandés.
Plus complexe, la tourelle dans laquelle l'arme et le servant sont braqués ensemble, la plupart du temps de façon motorisée. Elles sont le plus souvent dotées de plusieurs mitrailleuses, généralement deux ou quatre. Une de ses principales applications fut la défense des avions multimoteurs, rôle dans lequel on trouvait de nombreux types de tourelles destinées à couvrir différentes parties du champ défensif de l'avion. La plus ancienne est la tourelle arrière, d'abord simple mitrailleuse sur pivot, placée en avant de dérive, elle céda la place à de véritables tourelles motorisées à deux ou quatre mitrailleuses situées elles derrière la dérive donc bénéficiant d'un champ de tir non obstrué par un quelconque obstacle. Les tourelles supérieures et inférieures couvraient respectivement le dessus et le dessous de l'avion avec des débattements importants en site. Le secteur le plus vulnérable fut souvent l'avant du fait des vitesses de rapprochement lors de ce type d'attaque, les tourelles de menton motorisées y apportèrent une réponse au moins partielle. On trouvait aussi des mitrailleuses de sabords pour protéger les côtés et des affûts pointés par périscope, permettant de couvrir le secteur inférieur à partir de trappes. Les tourelles furent aussi utilisées par la marine sur de petites unités souvent fluviales et côtières, les grands bâtiments utilisant plus souvent des affûts chandeliers.
Dans d'autres cas, la mitrailleuse est fixe et pointée avec l'ensemble du véhicule, c'est le cas des avions de chasse et de certains véhicules blindés.

### Déclenchement du tir
Le moyen le plus courant de déclenchement du tir d'une mitrailleuse est la détente mécanique, généralement associée à une poignée pistolet. Certaines armes possèdent des sélecteurs de tir offrant un moyen d'obtenir des rafales (tir automatique) ou du tir au coup par coup (semi-automatique). Une variante de système de détente nommée "papillon" laisse le tireur pointer l'arme par deux poignées placées à l'arrière puis tirer en appuyant du pouce sur la plaque de détente afin d'ouvrir le feu.
L'utilisation d'armes éloignées du tireur, en particulier dans des avions, conduisit dans les années 1930 à des essais de solutions de déclenchement par air comprimé, mais elles induisaient une légère mais fâcheuse latence lors de la transmission de l'ordre de tir. L'électricité, agissant par l'intermédiaire de solénoïdes placés sur l'arme, se révéla plus adéquate et s'imposa pour l'utilisation sur divers véhicules (avions et mitrailleuses coaxiales de blindés).

### Cadence théorique et pratique
Une arme automatique se caractérise entre autres par sa cadence de tir, souvent exprimée par le nombre de coups par minute. Généralement, on distingue deux cadences. L'une est dite « maximale » ou « théorique » et ne tient pas compte du délai d'approvisionnement en munitions (par exemple du changement de magasin) ni de l'échauffement de l'arme. L'autre, dite "pratique" ou "réelle", intègre tous les paramètres. La cadence théorique de tir d'une mitrailleuse n'est pas toujours supérieure à celle d'une arme plus légère telle qu'un pistolet mitrailleur ou un fusil d'assaut, mais sa cadence pratique est beaucoup plus élevée. Le record d'endurance en tir continu semble être détenu par une mitrailleuse britannique à refroidissement liquide Vickers, de conception très inspirée du système Maxim, qui tira plus de cinq jours sans autre interruption que les changements de magasins.

## Par pays d'origine
- Afrique du Sud
  - LIW MG4
  - Vektor SS-77
  - Vektor Mini-SS
- Allemagne
  - MG08
  - LMG15
  - MG30
  - MG13
  - MG17
  - MG34
  - MG42
  - MG3
  - HK 11
  - HK 13
  - HK 21
  - HK 23
  - HK MG36
  - HK MG43
- Autriche
  - Schwarzlose MG M.07/12
  - Steyr AUG /Hbar
- Belgique
  - FN Minimi
  - FN FALO
  - FN MAG
  - FN BRG15 (en)
- Canada
  - Diemaco LSW
- Corée du Sud
  - Daewoo K3
- États-Unis
  - Browning BAR M1918
  - Browning 1917
  - Browning 1919
  - M60
  - M249 SAW
  - M240
  - Mk. 48 model 0
  - Browning M2
  - XM312 (en)
- Espagne
  - CETME Ameli
- Finlande
  - Valmet KvKK 62
  - PK M26
- France
  - Saint-Étienne modèle 1907
  - Mitrailleuse Hotchkiss modèle 1914
  - Hotchkiss 1922/1926/1934
  - Chauchat
  - Mac 24/29
  - Mitrailleuse Reibel
  - Arme Automatique Modèle 1952
  - Arme automatique Modèle F1
- Royaume-Uni
  - Mitrailleuse lourde Vickers
  - BREN
  - L4
  - L7
  - L86A1
- Israël
  - Negev
- Italie
  - Breda M1930
  - Breda M1937
  - Breda M1938
- République tchèque
  - 7ZB-26
  - ZB-30
  - vz. 52
  - vz. 52/57
  - vz. 59
- Russie -  URSS
  - Degtiarev DP 28
  - Degtiarev DT
  - Degtiarev DP DPM
  - RP-46
  - Degtiarev RPD
  - Kalachnikov RPK
  - Kalachnikov RPK-74
  - Goriounov SG-43
  - Goriounov SGM
  - Kalachnikov PK
  - Kalachnikov PKS
  - Kalachnikov PKM
  - Kalachnikov PKMS
  - Petcheneg
  - DShK 12.7
  - DShKM 12.7
  - KPV 12,7
  - NVS 12.7 Utes
  - Kord 12.7
- Singapour
  - STK Ultimax 100
  - CIS .50
- Suisse
  - Mitr 11 (de)
  - Mitr 51 (de), Mitr 51/71, Mitr 87